# 것대산 마애비군
것대산 마애비군은 충청북도 청주시 상당구 용정동에 있다. 2017년 3월 17일 청주시의 향토유적 제160호로 지정되었다.

## 지정 사유
옛 교통로의 자연 노두를 활용하여 기록한 충청병마절도사와 병마우후가 조를 이루어 남긴 특수형식의 기념물로 보존가치가 크다.
일부 마애비는 지붕형태를 갖추고 옆에도 다듬어서 만든 특이한 형식을 가지고 있어 추가적인 연구와 타 지역 마애비와의 비교연구를 통하여 도지정문화재로 승격지정까지 가능할 것으로 보인다.